# ARV Mariscal Sucre (F-21)

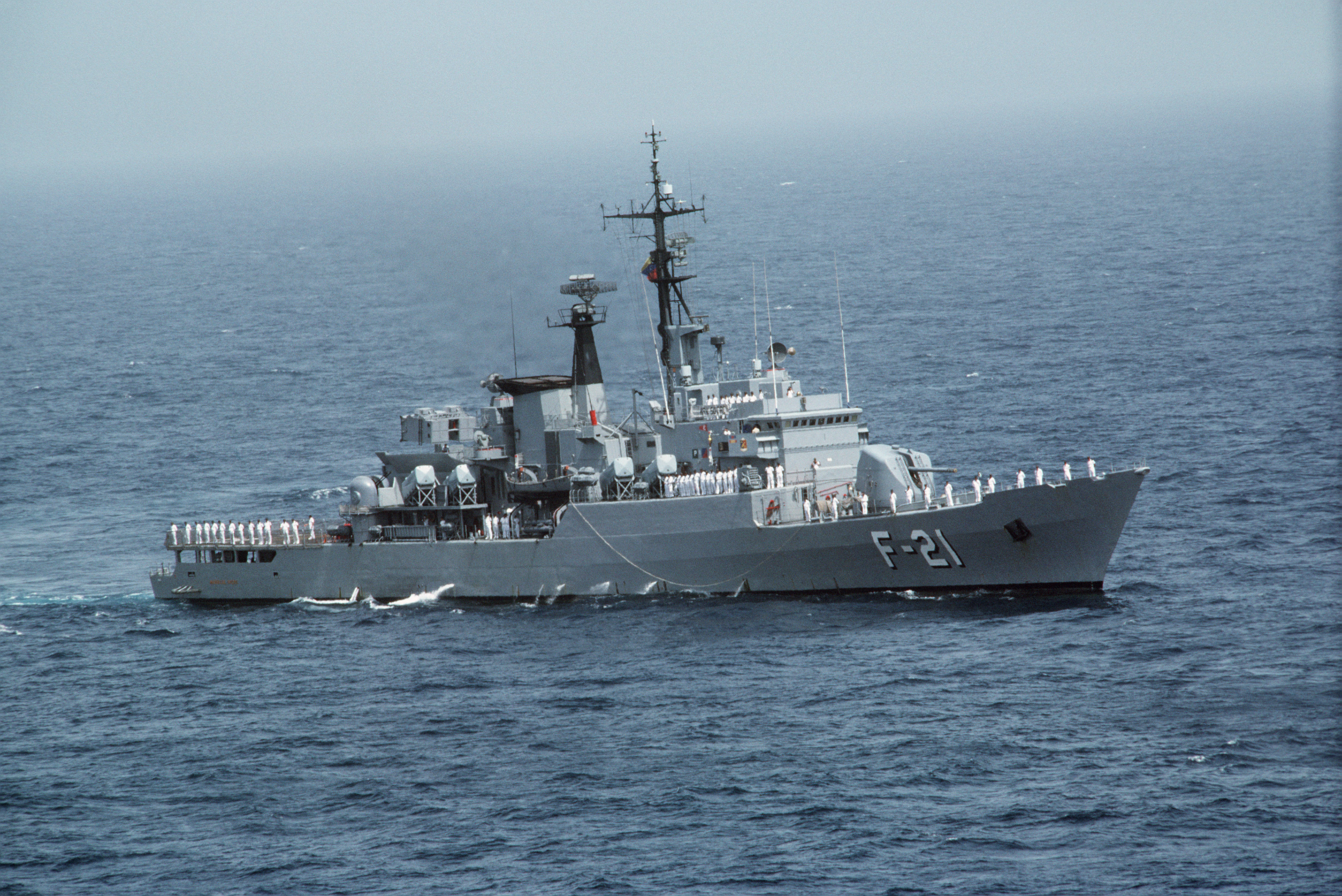

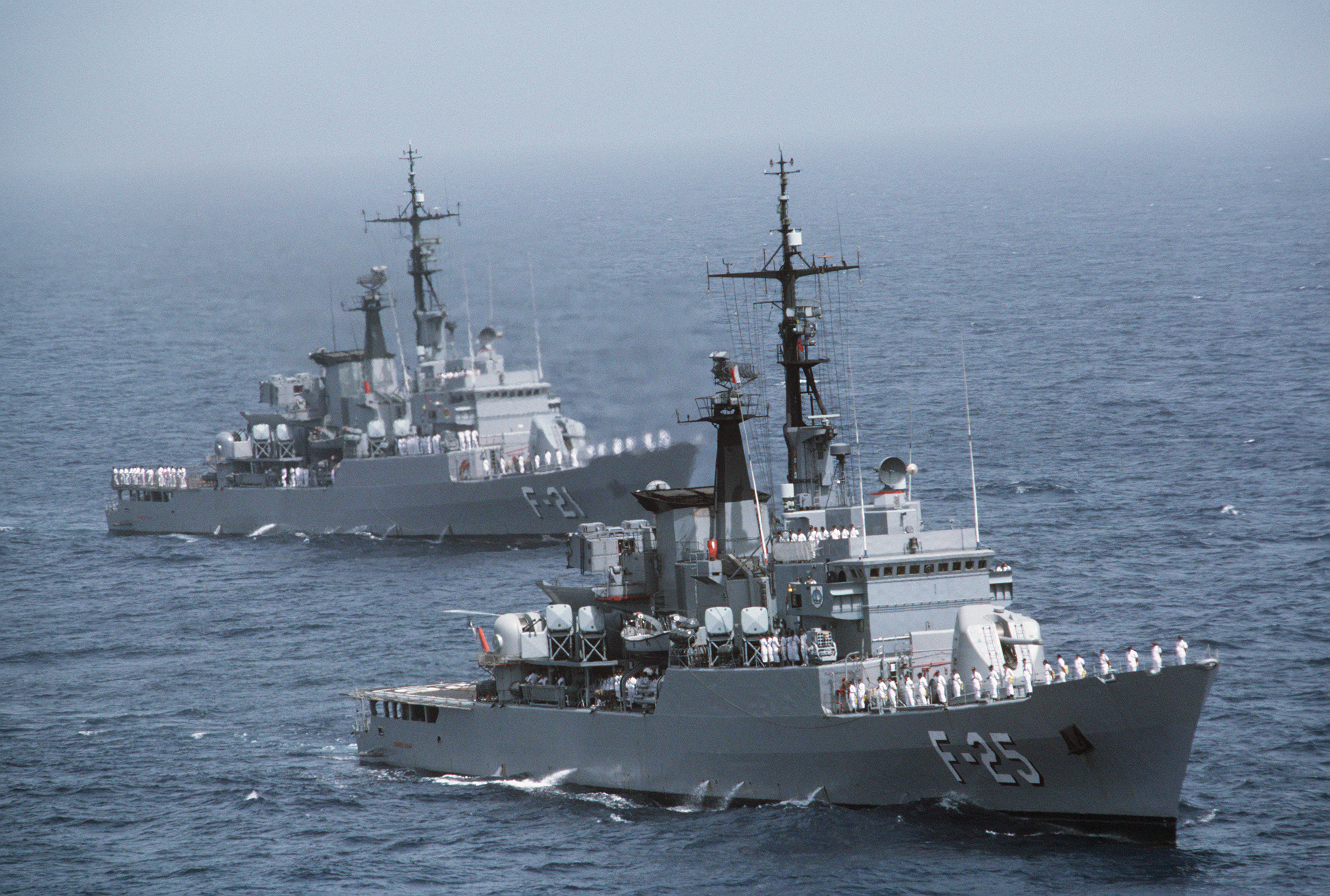
F-21 Mariscal Sucre e F-25 General Salóm.

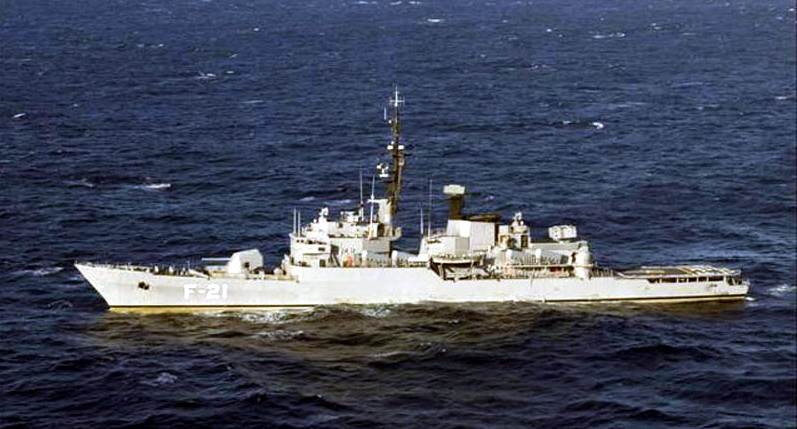
Fragata F-21 Mariscal Sucre após sua modernização

ARV Mariscal Sucre (F 21), é a primeira das 6 fragatas lança - mísseis da Classe Lupo/Classe Mariscal Sucre adquirida pela Venezuela.

## História
Sua construção foi iniciada no estaleiro de Riva Trigoso, Italia sendo concluída no estaleiro no porto de La Spezia A bandeira venezuelana foi hasteada na fragata em 14 de julho de 1980, sendo que nessa data foi batizada de Mariscal Sucre (F 21), em homenagem a Antonio José de Sucre, militar e estadista venezuelano, herói da Independência Latino-Americana.
Desloca 2.525 toneladas a uma velocidade máxima de 35 nós. Seu armamento consiste em artilharia convencional e mísseis .
A fragata foi modernizada entre 1998 e 2002 nos estaleiros Ingalls Shipbuilding de Pascagoula no Mississipi ,Estados Unidos. Os trabalhos de modernização contemplaram um reforma total no casco, a substituição e repotenciamento dos motores diesel, modernização das turbinas á gás, substituição dos sistemas de controle da ponte de comando e a modernização dos sistemas de controle e comando.

## Especificações técnicas

### Dimensões
- Deslocamento máximo: 2.525 toneladas.
- Comprimento 113,2 m,
- Boca 11,28m
- Calado 3,7m
- Velocidade: 35 nós
- Capacidade: 131 tripulantes

### Armamento
- Artilharia
  - 1 canhão Otobreda 127/54 Compacto
  - 2 CIWS Breda Dardo
  - 2 metralhadoras M2 Browning de 12,7mm.

- Mísseis
  - 8 Otomat/Teseo
  - 1 lançador de mísseis Albratroz equipado com 8 mísseis terra-ar Selenia Aspide prontos para disparo e 16 no depósito.

- Torpedos
  - 2 lança torpedos triplos MK 32

### Propulsão
- CODOG (Combined Diesel or Gas)
  - 2 Turbinas de gas General Electric LM2500
  - 2 Motores diesel MTU 20V 1163
  - Potência maxima: 50,000 hp

### Aeronave embarcada
- 1 AgustaWestland-Bell AB212 ASW